# Ngân Giang (nhà thơ)
Ngân Giang (tên khai sinh: Đỗ Thị Quế, 1916 - 2002) là một nữ thi sĩ Việt Nam. Bà viết nhiều thơ mang hơi hướng thơ Đường, trong số đó có nhiều bài nổi bật như Trưng nữ vương, Xuân chiến địa, Bạch Đằng giang, v.v. Hội Nhà văn Việt Nam sớm có văn bản đề nghị Hội đồng nhân dân thành phố Hà Nội đặt tên một con đường mang tên nữ sĩ Ngân Giang như báo Tổ quốc viết.

## Tiểu sử
Ngân Giang tên thật là Đỗ Thị Quế. Các bút danh khác: Hạnh Liên, Đỗ Quế Anh, Nguyệt Quyên.
Bà sinh ngày 20 tháng 3 năm 1916 trong một gia đình Nho học tại phố Hàng Trống, Hà Nội; nhưng quê quán gốc của bà thì ở thôn Hướng Dương, xã Thắng Lợi, huyện Thường Tín, tỉnh Hà Tây (nay thuộc Thủ đô Hà Nội).
Dòng họ của bà tuy đa phần sống bằng cái nghề thêu ren và bốc thuốc bắc, nhưng lại là một dòng họ có truyền thống văn học. Ông ngoại của bà là hậu duệ của chúa Trịnh Sâm hay chữ, ông nội là một nho sĩ nổi tiếng ở đất Bắc Hà, bạn thân của thi hào Nguyễn Du; còn cha bà, nhờ được ông nội dạy cho chữ Hán, đàn nguyệt nên cũng nổi danh không kém. Vì thế, lên 6 tuổi, Ngân Giang đã được cha dạy cho chữ Hán, học "ké" chữ quốc ngữ của một thầy xóm hàng xóm và được người bác gái làm nghề thuốc yêu thích thơ Đường, dạy cho cách làm thơ phú... Nhờ vậy, mới lên 8 tuổi, bà đã có bài thơ đầu tiên tên "Vịnh Kiều" đăng trên báo Đông Pháp, với bút danh Nguyệt Quyên.
Năm 9 tuổi, đọc kinh Phật, tự cảm thấy mình mắc nhiều tội lỗi quá, nên bà định quyên sinh. Rất may, người nhà đã kịp thời phát hiện và cứu chữa.
Năm 16 tuổi, bà in tập thơ đầu tiên Giọt lệ xuân, ký bút danh Hạnh Liên, do nhà xuất bản Tân Dân ấn hành.
Hiểu tính nết của con, cha bà bắt buộc bà phải lấy chồng. Nhưng rồi, theo Lê Thọ Bình thì:
"...tổ ấm gia đình cũng không thể giữ nổi con tim sôi nổi, ưa hoạt động của nàng. Nhà thơ tìm đến với phong trào cách mạng - Đó là vào năm 1935 - Bắt đầu bằng việc làm giao thông cho Đoàn Thanh niên cộng sản. Cũng từ thời gian này, bút lực của nữ sĩ càng thêm sung sức hơn. Vào một đêm mật thám Pháp đã tới nhà khám xét, tra hỏi vì "cô Hạnh Liên đã làm thơ kêu gọi thanh niên đứng lên cứu nước dán ở Đền Ngọc Sơn". Mẹ chồng, vì lo cho sự an toàn của gia đình, đã không ngớt lời chì chiết cô con dâu là "mầm mống gieo họa cho cả dòng họ". Một đêm mưa gió bão bùng, bụng mang dạ chửa, Hạnh Liên lại gieo mình xuống Hồ Tây. "Dường như trời chưa cho tôi thoát kiếp trầm luân" - sau này nữ sĩ nhớ lại. Rồi bà bảo: "Kiếp trước tôi là võ tướng, vì giết nhầm một văn nhân nên kiếp này phải làm thi sĩ để trả nghiệp". Vì là nghiệp chướng nên cái nợ văn chương cứ đeo đuổi mãi." 
Năm 20 tuổi, bà viết cho tờ Ngọ báo, Bắc Hà và học đàn tại Hàn lâm âm nhạc do Hội Khai trí Tiến Đức chủ trì.
Năm 21 tuổi, bà có thơ in chung trong cuốn Duyên văn.
Năm 22 tuổi (1938), bà rời Hà Nội vào Sài Gòn, viết cho Điện Tín nhật báo, báo Mai. Sau đó, bà trở ra Hà Nội viết cho Tiểu thuyết thứ bảy, Phổ thông bán nguyệt san, Đàn bà...
Năm sau (1939), thi phẩm "Trưng nữ vương" ra mắt, gây tiếng vang trên thi đàn. Đầu năm 1944, bà tham gia mặt trận Việt Minh. Và cũng trong năm này, bà cho in tập thơ Tiếng vọng sông Ngân.
Năm 1945, bà bị hiến binh Nhật bắt ở nhà Dầu (Khâm Thiên), bị giam cầm khoảng một tháng. Khi được tha, bà tham gia cướp chính quyền rồi được cử làm Trưởng đoàn phụ nữ Cứu quốc TP. Hà Nội, sau phụ trách Phòng Tuyên truyền đường lối chính sách của Mặt trận Việt Minh.
Năm 1946, Ngân Giang phụ trách Ban Lễ tân Bộ Nội vụ, cho in cuốn Những ngày trong hiến binh Nhật, nhưng sách vừa in xong chưa kịp hành, thì toàn quốc kháng chiến bùng nổ. Ngay sau đó, bà ra chiến khu công tác tại Sở tuyên truyền liên khu I.
Năm 1949, do hoàn cảnh gia đình, bà quay về Hà Nội, vẫn làm thơ đăng trên các báo Hồ Gươm, Quê hương, Tia sáng, Giang sơn... ký bút danh "Nàng không tên".
Năm 1954 hòa bình lập lại, Ngân Giang làm việc ở Sở văn hóa Hà Nội.
Năm 1957, bà được kết nạp chính thức vào Hội Nhà Văn Việt Nam.
Năm 1958 - 1961, bà làm việc tại Hội Nhà Văn Việt Nam.
Từ năm 1961, được sự đồng ý của Hội Nhà Văn, bà về quê sinh sống và hoạt động văn nghệ quần chúng. Tại đây bà khước từ quan hệ với một người đàn ông nên bị ông ta thù ghét, thường xuyên viết thư nặc danh vu cáo là "Nhân văn", là thiếu phẩm hạnh v.v. Bị bức bách về tinh thần, buồn chán, Ngân Giang quay trở lại Hà Nội
để rồi, ngày ngày, bà ra bãi sông Hồng quét lá khô để bán, tối về rửa bát thuê, nhưng cũng chỉ đủ tiền mua gạo nấu cháo cho những đứa con lay lắt sống qua ngày. Rồi bà được nhận vào Hợp tác xã thêu ren. "Một bận người ta phát động chống tiêu cực, tôi mạnh dạn vạch mặt kẻ tham ô, nào ngờ tham ô thì không chết mà mình bị đuổi việc", bà kể. Khi không còn đủ sức để ra bờ sông quét lá nữa, bà ra đầu đường mở quán bán hàng nước. Bà Ngân Giang đã sống hẩm hiu như vậy, trải hơn ba mươi năm cho đến ngày từ giã cõi đời. Bà mất ngày 17 tháng 8 năm 2002 và được chôn tại quê quán gốc của bà là làng Hướng Dương, huyện Thường Tín.
Bà là mẹ của nhà nghiên cứu Nguyễn Vũ Tuấn Anh.

## Những tác phẩm chính
- Giọt lệ xuân (nhật ký và thơ dưới bút danh Hạnh Liên), Nhà xuất bản Tân Dân 1932
- Tiếng vọng sông Ngân, Nhà xuất bản Lê Cường 1944.
- Những ngày trong hiến binh Nhật, Nhà xuất bản Đức Trí 1946
- Những người sống mãi, Nhà xuất bản Sự Thật 1973
- Ba tập Thơ Ngân Giang, Nhà xuất bản Phụ Nữ 1989 - Nhà xuất bản Trẻ 1991 - Nhà xuất bản Phụ Nữ 1994

## Đánh giá
Trong khi nhiều nhà thơ lãng mạn cùng thời chịu ảnh hưởng của văn chương phương Tây thì Ngân Giang vẫn gắn bó với thơ Đường luật và các thể thơ dân tộc. Nặng lòng với quê hương, nhiều bài thơ của bà mang hình ảnh đất lạnh, xóm nhèo, chợ chiều, sông quạnh...với một cảm tình nồng hậu nhưng man mác buồn.
Tuy Ngân Giang có những bài thơ nổi tiếng một thời như Trưng Nữ Vương, Bạch Đằng giang...nhưng nguồn mạch chủ yếu của nhà thơ vẫn là những mối tình dang dở, bất hạnh…

## Thiên tài bị bỏ quên
Thi sĩ Nguyễn Vỹ viết:
"Không giống như Mộng Sơn, Anh Thơ, Ngân Giang nữ sĩ sống rất nhiều về tình yêu, đau khổ rất nhiều về tình yêu. Nhưng chẳng bao giờ nàng có hạnh phúc với tình yêu cả…
"Và không biết vì lý do gì, Ngân Giang không thích đăng thơ trên báo, nhưng thi thoảng được nghe thơ Ngân giang, chúng tôi cảm động, khoái trá, bởi phong vị sầu mơ da diết, ngào ngạt trong thơ".
Từ điển Tác gia Văn hóa Việt Nam, Nhà xuất bản VHTT, 1999 cho biết:
"Tiếng thơ Ngân Giang một thời vang vọng, như có lần thi sĩ Đông Hồ (1906-1969) lúc giảng dạy tại Đại học văn khoa Sài Gòn, khi giới thiệu bài thơ Trưng Nữ vương của bà, vừa ngâm xong thơ, ông đột quị. Sinh viên đưa đi cấp cứu nhưng vừa đến bệnh viện thì ông đã ra người thiên cổ. Âu cũng là một thi thoại văn chương đáng trân trọng.".
Nữ sĩ Ngân Giang nổi tiếng là một nhà thơ nữ thời tiền chiến và đã để lại nhiều áng thơ hay. Khi thấy bà không có tên trong Thi Nhân tiền chiến của Hoài Thanh& Hoài Chân, cũng không có tên trong Nhà Văn hiện đại của Vũ Ngọc Phan, nhà thơ Thẩm Thệ Hà đã than phiền:
"Điều làm cho ngạc nhiên là tại sao các nhà phê bình văn học lại bỏ quên một nữ sĩ tài hoa đến thế?"
Bà hoàn toàn vắng bóng trong Từ điển văn học, bộ từ điển chuyên ngành văn chương đầu tiên được làm ở ta, do Nhà xuất bản Khoa học xã hội in làm hai tập, vào các năm 1983, 1984. Mãi đến hai chục năm sau đó, khi tái bản Từ điển văn học, người ta mới sực nhớ ra, và thấy không thể không nói đến Ngân Giang. (Từ điển văn học lần này in từ Nhà xuất bản Thế giới, năm 2004).

## Trích thơ
Trưng nữ vương
(trích)
...Lạc tướng quên đâu lời tuyết hận
Non hồng quét sạch bụi trần ai
Cờ tang điểm tướng nghiêm hàng trận
Gót ngọc gieo hoa ngát mấy trời...
Ải bắc quân thù kinh vó ngựa
Giáp vàng khăn trở lạnh đầu voi
Chàng ơi, điện ngọc bơ vơ quá,
Trăng chếch ngôi trời bóng lẻ soi
(Ngân Giang. 1939)
(Nhà thơ Đông Hồ trong một lần giảng bài thơ "Trưng Nữ Vương" của nữ sĩ Ngân Giang, tại Đại học Văn khoa Sài Gòn vào ngày 25-3-1969 vì quá xúc động trước vẻ đẹp của thơ, nên ông đã bị đột tử (tai biến mạch máu não) ngay trên bục giảng đường).
Khác với "Trưng nữ vương", "Xuân chiến địa"... (có giọng điệu trầm hùng), đa phần thơ của nữ sĩ Ngân Giang như "Hình ảnh", "Thôn lạ đêm trăng", "Sau phút biệt ly", "Chiều thu", "Xuân mong đợi", "Mười bài tâm sự"... đều ẩn chứa ít nhiều nỗi ưu tư, quạnh quẽ, chán chường...
Giới thiệu một bài:
Hình ảnh
Giờ này trăng chửa qua rèm lụa,
Nửa nấp hoa quỳnh, nửa nấp mây
Tôi đứng bâng khuâng bên ngưỡng cửa,
Mắt buồn tha thiết rõi ngàn cây.
Tưởng ai thức trắng đêm dài viết,
Ánh nến buông xanh, bóng võ gầy
Đời muộn mơ gì công nghiệp lớn,
Về đi, vườn ruộng ngát hương say...